# Colton (Staffordshire)
Colton – wieś w Anglii, w hrabstwie Staffordshire, w dystrykcie Lichfield. Leży 14 km na wschód od miasta Stafford i 188 km na północny zachód od Londynu.